# Carlos Gorito
Carlos Augusto Cardoso Gorito (Resende, 17 de maio de 1986) é um brasileiro que vive e trabalha na Embaixada do Brasil em Seul, na Coreia do Sul. Também ficou conhecido por aparecer em diversos programas de televisão. Foi participante regular do talk show Non-Summit, do canal pago JTBC, onde fez parte dos episódios de número 53 ao 102. Participou também do Live Info Show e Happy Map (KBS), do programa Morning Special da Rádio EBS, e de programas nas redes SBS, TV Chosun, EBS TV e TvN.
Desde 2015, mantém coluna no jornal JoongAng Ilbo, onde escreve sobre tópicos como futebol, Onda Coreana e festivais tradicionais. Cobriu também às Olimpíadas Rio 2016 para o jornal. Graças à repercussão de coluna sobre a vida dos estrangeiros na Coreia, foi convidado pelo palácio presidencial coreano, a Casa Azul, para audiência com a Presidência em agosto de 2017. Contribui também para a maior revista sobre futebol da Coreia, a Best Eleven.
É também Embaixador Honorário da Província de Gangwon, sede dos Jogos Olímpicos de Inverno Pyeongchang 2018, tendo atuado em eventos de divulgação durante a Rio 2016 e nos preparativos para os jogos.
Em setembro de 2017, atuou como produtor local e deu entrevista no Globo Repórter especial Coreia do Sul, indo ao ar em 8 de dezembro do mesmo ano. Na TV brasileira, Carlos participou também da edição sobre Coreia do programa Pedro pelo Mundo, do canal GNT, e foi entrevistado em série especial sobre o país asiático no Jornal do SBT. Deu entrevista também para a seção "Primeira Pessoa" da Revista Veja, contando sua trajetória.

## Perfil
Nascido e criado em Resende-RJ, Carlos frequentou o Colégio Salesiano e a Escola Técnica Pandiá Calógeras, em Volta Redonda, onde se formou técnico em informática, o que posteriormente o tornou bastante popular entre os estudantes de colégios técnicos na Coreia. É formado em Relações Internacionais pela Universidade Federal do Rio Grande do Sul (UFRGS), tendo ingressado em 2005. Foi presidente do CERI, centro estudantil de seu curso, e participou de diversos projetos de extensão, como o UFRGSMUN e o Pensando em Relações Internacionais, além de organizar e idealizar o projeto Relações Internacionais para Educadores, com apoio do Departamento de Estado dos EUA. Escreveu a primeira monografia de graduação da UFRGS sobre Coreia do Sul, recebendo bolsa para jovens pesquisadores latino-americanos do Center for Korean Studies da UCLA. Fez intercâmbio na Universidad Nacional de Rosario (Argentina), com bolsa pelo programa AUGM. Foi também bolsista do Study of the U.S. Institute for Student Leaders, do Departamento de Estado dos EUA, sendo o único bolsista da região Sul do país naquele ano. Em 2008, foi para a Coreia estudar na Universidade Nacional de Seul com bolsa do National Institute for International Education (NIIED). Retornou em 2010, para cursar MBA na Graduate School of Business da Sungkyunkwan University, com bolsa da Samsung Electronics, onde trabalhou após a conclusão do curso. Desde 2014 é Assessor da Embaixada do Brasil em Seul, cooperando com instituições e empresas coreanas para incrementar o intercâmbio acadêmico, científico e comercial entre Brasil e Coreia.
Além do coreano, Carlos é fluente em inglês, francês e espanhol.

## Carreira artística

### Televisão
| Ano       | Título                          | Papel     | Emissora | Notas            |
| --------- | ------------------------------- | --------- | -------- | ---------------- |
| 2014      | Kang Yong-suk's Gosohan 19 [ko] | Ele mesmo | JTBC     |                  |
| 2015–2016 | Non-Summit                      | Ele mesmo | JTBC     | membro principal |
| 2015      | Ssulzun                         | Ele mesmo | JTBC     | [ 14 ]           |

### Cinema
| Ano  | Título   | Papel         | Notas |
| ---- | -------- | ------------- | ----- |
| 2009 | Take Off | Guarda-costas |       |